# Megastylus hirticornis
Megastylus hirticornis là một loài tò vò trong họ Ichneumonidae.